# Etchojoa
Etchojoa este un municipiu în statul Sonora, Mexic.
1. ↑  Institutul național de statistică, geografie și informatică
2. ↑   http://www.inafed.gob.mx/work/enciclopedia/EMM26sonora/municipios/26026a.html Lipsește sau este vid: |title= (ajutor)
3. ↑  Institutul național de statistică, geografie și informatică
4. ↑  Institutul național de statistică, geografie și informatică
5. ↑   https://micodigopostal.org/sonora/Etchojoa/ Lipsește sau este vid: |title= (ajutor)
6. ↑   http://www.snim.rami.gob.mx/ Lipsește sau este vid: |title= (ajutor)